# SN 2003iy
SN 2003iy – supernowa typu II odkryta 20 października 2003 roku w galaktyce NGC 6143. W momencie odkrycia miała maksymalną jasność 16,80m.